# Transfer-DNA

Ti-Plasmid mit t-DNA-Region

Transfer-DNA (kurz: t-DNA) ist ein übertragbarer DNA-Abschnitt in Form eines Einzelstrangs, der durch Endonukleasen aus einer ringförmigen doppelsträngigen DNA (Plasmid) geschnitten wird.

## t-DNA des Ti-Plasmids
Das tumorinduzierende Plasmid (Ti-Plasmid) des Agrobacterium tumefaciens spielt vor allem in der grünen Gentechnik bei der Präzisionszucht eine wichtige Rolle zum Einbringen von Fremd-DNA in Nutzpflanzen per Transfektion, zum Beispiel um widerstandsfähigere Kreuzungen zu züchten, größere Erträge zu erzielen oder für pharmazeutische Zwecke.
Die t-DNA-Region ist etwa 23.000 Basenpaare lang und wird links und rechts durch 25 Basenpaare begrenzt, „left border“ (LB) und „right border“ (RB). Sie dienen dem bakteriellen Vir-Protein (VirD1/VirD2) als Signalisierung für die Schnittstellen der t-DNA-Region (endonukleolytische Spaltung), das heißt der Grenzmarkierung des Anfangs und Endes der t-DNA. Auf der t-DNA sind die Transgene für die Opin- und Phytohormonsynthesen enthalten (siehe Abbildung). Das Auxin bewirkt eine Vergrößerung der Pflanzenzelle und das Cytokinin eine schnelle und unkontrollierte Zellteilung, wodurch es zur Tumorbildung (Wurzelhalsgallentumor) kommt. Die aminosäureähnlichen Opine dienen dem Bakterium als stick- und kohlenstoffhaltige Nahrungsquelle, die aber von der Pflanze nicht verstoffwechselt werden können. Denn die Sequenz für die Enzyme des katabolen Stoffwechsels (Opinkatabolismus) befinden sich auf dem Teil des Plasmids der nicht mit übertragen wird. Die Pflanze dient somit der Produktion der Opine, die vom Bakterium dann genutzt werden.